# Gyroball
Der Gyroball ist eine Wurftechnik eines Pitchers im Baseball. Er wird mit einem Drall geworfen, dessen Drehachse in Flugrichtung verläuft, was den Magnus-Effekt quasi negiert. Der Gyroball gilt als einer der ungewöhnlichsten Würfe im Baseball.

## Hintergrund
Anfang der Jahrtausendwende mutmaßten zwei japanische Wissenschaftler namens Ryutaro Himeno und Kazushi Tezuka, dass ein Baseball so geworfen werden könne, dass die Drehachse des Dralls genau in Flugrichtung verläuft, d. h. wie eine Gewehrkugel oder wie ein Football fliegt. Der Gyroball hat eine hohe Geschwindigkeit, senkt sich aber weder wie ein Fastball (der einen leichten Rückwärtsdrall hat) noch wie ein Curveball oder ein Slider (jeweils Vorwärts-/Seitwärtsdrall). Videoanalysen zeigten, dass mehrere japanische Pitcher den Gyroball unbewusst warfen (Shunsuke Watanabe von den Chiba Lotte Marines dachte, dass er einen Curveball benutzte), doch bisher existieren im Profisport nur wenig Pitcher, die den Gyroball bewusst einsetzen.